# Lawrence M. Schoen

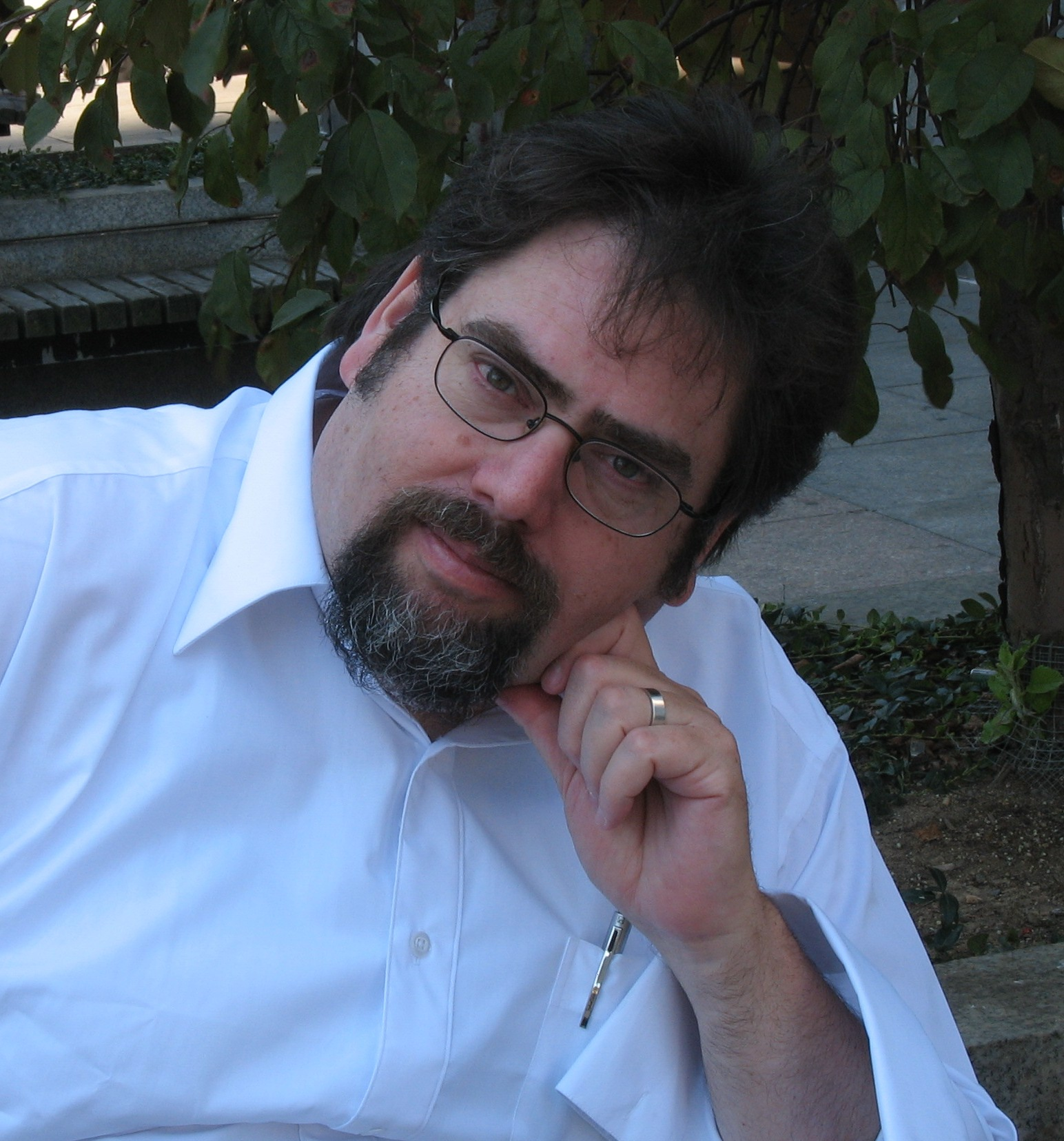
Lawrence M. Schoen

Lawrence Michael Schoen (geboren am 27. Juli 1959 in Chicago, Illinois) ist ein amerikanischer Schriftsteller, Klingonist und Psychologe. Er ist als Autor vor allem bekannt durch seinen Science-Fiction-Zyklus um den raumfahrenden Bühnenhypnotiseur Amazing Conroy.

## Leben
Schoen wuchs in Kalifornien auf, wo er die High School in Culver City besuchte. Er studierte Psychologie, Linguistik und Psycholinguistik an der California State University in Northridge, wo er 1983 mit dem Bachelor abschloss. 1985 erwarb er den Master und promovierte 1987 in Kognitiver Psychologie. Nach seiner Promotion unterrichtete er Psychologie an Colleges in Sarasota, Florida (New College of Florida, 1987–1989), Lake Forest, Illinois (1989–1992) und in Chestnut Hill bei Philadelphia (1993–1996).
Schoen ist ein weltweit anerkannter Klingonist, also ein Fachmann für die konstruierte Sprache Klingonisch, die sich aus dem Star-Trek-Universum entwickelt hat, und einer der wenigen Menschen, die fließend Klingonisch sprechen. Seit 1991 ist er Direktor des von ihm begründeten Klingon Language Institute. In dieser Eigenschaft besuchte er Treffen, veranstaltete Sprachkurse, gab die Übersetzungen mehrerer Werke Shakespeares (Hamlet und Was ihr wollt), des Gilgamesch-Epos und Laozis Daodejing heraus und organisierte eine jährlich stattfindende Konferenz der Klingonischsprechenden.
Schoens erste Science-Fiction-Erzählung Past Waves erschien 1990 in der Zeitschrift Strange Plasma. Bis 2018 veröffentlichte er rund 50 Kurzgeschichten, darunter die 2010 für den Hugo Award nominierte The Moment. Vier weitere Erzählungen Schoens wurden für den Nebula Award nominiert. Bekannt ist Schoen vor allem durch seinen Zyklus um Amazing Conroy, einen Bühnenhypnotiseur, der zusammen mit dem Alien Reggie, einem alles fressenden und Sauerstoff furzenden Buffalito. Bis 2018 sind im Conroy-Zyklus zwei Romane in der Buffalito-Subserie und vier Erzählungsbände erschienen.
2007 war Schoen Finalist des John W. Campbell Award for Best New Writer.
2015 begann Schoen mit Barsk: The Elephants’ Graveyard einen neuen Zyklus. Barsk spielt in einer fernen Zukunft, in der die Menschheit verschwunden ist und verschiedene aus hochgezüchteten, intelligenten Tieren entstandene Rassen ihre Nachfolger geworden sind und sich über die Galaxis ausgebreitet haben. Eine dieser Rassen sind die Fant, eine anthropomorphe Elefantenrasse, die vor langer Zeit auf den Ghettoplaneten Barsk verbannt wurde. Dort entwickelten sie eine Reihe begehrter Drogen, darunter Koph, womit es möglich ist, mit kürzlich Verstorbenen zu kommunizieren und deren Geheimnisse zu erfahren. Im Zentrum der Geschichte steht der Fant Jorl, der mit den Toten sprechen kann und von seinem verstorben besten Freund ein brisantes Geheimnis erfährt. Der Roman wurde 2016 für den Nebula Award nominiert und gewann den Cóyotl Award, einen Preis für Furry-Literatur. 2018 ist mit The Moons of Barsk der zweite Band der Reihe erschienen.
Von 2002 bis 2018 war Schoen Leiter der Abteilung für Forschung und Analytik des Wedge Medical Center in Philadelphia. Seit 2013 bietet er Behandlung kreativer Störungen bei Autoren (Schreibblockade) durch Hypnose an.
2006 gründete Schoen den Kleinverlag Paper Golem, der sich der Aufgabe widmet, einerseits neue und vielversprechende Autoren des SF-Genres zu publizieren, andererseits dem sonst vernachlässigten Kurzroman (20.000–40.000 Worte) eine Plattform zu bieten. Bei Paper Golem erschienen die Anthologie-Serien Alembicl und Cucurbital. Seit 2011 läuft Schoens wöchentlicher Blog Eating Authors, in dem er beim Essen Autoren zu ihrer Arbeit, ihren (Ess-)Gewohnheiten und ihrem eindrücklichsten Mahl befragt („tell me about your most memorable meal“).
Seit 2008 arbeitet Schoen ehrenamtlich für die Science Fiction Writers of America (SFWA), bis 2016 als der für Wahlen zuständige Elections Officer, seither als Director at Large. Für seine Verdienste um die SFWA wurde er 2016 mit dem Kevin O’Donnell Jr. Service to SFWA Award ausgezeichnet.
Schoen lebt mit seiner Frau in Blue Bell in der Nähe von Philadelphia.

## Bibliografie
Die Serien sind nach dem Erscheinungsjahr des ersten Teils geordnet.
Conroyverse
- Buffalogic, Inc.: Tales of the Amazing Conroy #1 (2003, Sammlung)
- Buffalogenesis: Tales of the Amazing Conroy, #2 (2006, Sammlung)
- Buffalogistics: Tales of the Amazing Conroy #3 (2008, Sammlung)
- Buffalito Destiny (2009)
- Buffalito Contingency (2011)
- Buffalito Buffet (2012, Sammlung)
- Trial of the Century (2013)

ReDeus (Kurzgeschichten)
- Coca Xocolatl (2012)
- Singing for the Man (2013)

Barsk
- 1 Barsk: The Elephants’ Graveyard (2015)
- 2 The Moons of Barsk (2018)

Vegetable Wars (mit Jonathan P. Brazee)
- 1 Seeds of War: Invasion (2018)
- 2 Seeds of War: Scorched Earth (2018)
- 3 Seeds of War: Bitter Harvest (2018)
- The Seeds of War Trilogy (2018, Sammelausgabe von 1–3)

Sammlung
- Aliens and AIs (2005)

Kurzgeschichten
- Past Waves (1990)
- Euphemism Skin (1999)
- Thirst for Knowledge (1999)
- Writer’s Block (1999)
- Brown Bagging (1999)
- Case Study (2000)
- jubHa‘ (2000)
- Bugjuice (2000)
- Buffalo Dogs (2001)
- Retro-Virus (2001)
- Smooth Maneuver (2001)
- Solitaire (2001)
- Quantum Pen (2003)
- Telepathic Intent (2003)
- The Day After the Census (2003)
- Bidding the Walrus (2003)
- The Sky’s the Limit (2004)
- Pidgin (2005)
- Pun Gazing (2005)
- Requiem (2005)
- The Conservation of Thelos (2005)
- The Matter at Hand (2005)
- Sweet Potato Pie (2005)
- The Game of Leaf and Smile (2005)
- Stations of the Cheeseburger (2005)
- Take Me to Your Liederkranz (2005)
- Thinking (2006)
- A Fool’s Death (2006)
- Cat Futures (2006)
- Thresher (2007)
- Fitzwell’s Oracle (2007)
- What Doesn’t Stay in Vegas (2007)
- Gift Time (2008)
- The Amulet of Winter (2008)
- Xenosomnambulism (2008)
- The Moment (2009)
- A Single Shot (2010)
- The Wrestler and the Spear Fisher (2010)
- Mars Needs Baby Seals (2010)
- A Buffalito of Mars (2012)
- Barry’s Tale (2012)
- Buffalogenesis (2012)
- Yesterday’s Taste (2012)
- Trial of the Century (2013)
- Calendrical Regression (2014)
- Barry’s Deal (2017)

Anthologien (als Herausgeber)
- Prime Codex: The Hungry Edge of Speculative Fiction (2007, mit Michael Livingston)

Alembical (mit Arthur Dorrance)
- Alembical (2008)
- Alembical 2 (2010)
- Alembical 3: A Distillation of Three Novellas (2014)
- Alembical 4 (2018)

Cucurbital
- Cucurbital 2 (2011)
- Cucurbital 3 (2012)